# 아카딘 씨
《아카딘 씨(Mr. Arkadin)》는 1955년 개봉한 누아르 영화로, 영국에서는 《기밀 보고서(Confidential Report)》라는 제목으로 개봉하였다. 오슨 웰스가 감독과 주연을 맡았으며, 이외에도 로버트 아든, 파올라 모리가 출연하였다.

## 줄거리
가이 밴 스트래튼은 나폴리의 부두에서 일하는 밀수업자이다. 어느 날 그는 여자친구인 밀리와 함께 부둣가에서 등에 칼이 찔린 한 남자를 발견한다. 죽기 전 남자는 밀리에게 '그레고리 아카딘'과 '소피'라는 이름을 알고 있으면 큰돈을 벌 수 있다는 얘기를 전하고, 욕심이 생긴 가이와 밀리는 아카딘을 찾으러 유럽을 돌아다닌다. 지금은 스페인에 거주하는 아카딘은 유럽 전역에서 소문난 부자로, 딸 하나를 유일한 가족으로 둔 채 호화로운 파티를 열면서 세월을 보내는 사람이다. 가이는 아카딘에게 가까이 가기 위해 그의 딸인 레이나와 접촉해 파티장에 들어가지만, 아카딘은 이미 가이와 밀리가 자신에게 가까이 접근했음을 파악해 그들을 뒷조사한 상태였다.
아카딘은 가이에게 한 가지 제안을 한다. 그는 부자가 되기 전 자신이 어떤 삶을 살았는지에 대한 기억을 상실했는데, 가이가 유럽을 돌아다니면서 그의 과거와 이를 아는 사람들을 다룬 보고서를 작성하면 큰돈을 준다는 것이다. 가이는 유럽과 아메리카를 돌아다니며 아카딘의 과거를 아는 사람들과 마주하는데, 이를 통해 그가 옛날에 바르샤바에서 소녀들을 납치해 아메리카로 보내는 일을 소피와 같이 하면서 큰돈을 벌었다는 것을 알게 된다. 작성한 보고서를 아카딘에게 보내려던 가이는 2가지 사실을 알아챈다. 하나는 아카딘이 실은 기억을 상실한 적이 없다는 것이고, 다른 하나는 밀리를 포함해서 그동안 자기가 만났던 사람들이 며칠 뒤 모두 수상쩍게 죽어버렸다는 것이다.
가이는 아카딘이 그의 과거를 아는 사람들을 차례로 죽이기 위해 자신에게 제안했다고 파악한다. 가이는 마지막으로 아카딘의 과거를 알고 있는 야코프 추크를 찾아 뮌헨으로 간다. 추크는 감옥에 오랫동안 갇혀 있다가 병에 걸려 방면돼 최근에 빈민굴로 이사온 사람인데, 가이는 그를 자기 호텔에 옮겨와 그의 목숨을 살리려고 한다. 그러나 아카딘은 힘을 써서 추크를 살해한다. 이제 아카딘의 추적이 자기에게 향한다는 사실을 깨달은 가이는 재빨리 비행기를 타고 와 공항에서 레이나와 마주친다. 아카딘 역시 자기 전용기를 타고 공항 근처에 온다. 가이는 수를 써서 레이나가 아버지의 과거를 알아챈 것처럼 꾸미고, 아카딘은 그 소식을 듣자 전용기 안에서 갑자기 사라져 버린다.

## 같이 보기
- 전갈과 개구리